# UMS «Moattama» (1501)
UMS «Moattama» (1501)(бірманською: မုတ္တမ)  — Десантний вертолітний корабель-док (ДВКД)  побудований для ВМС М'янми  на підприємстві південнокорейської суднобудівної компанії Dae Sun Shipbuilding & Engineering Co., Ltd. в Пусані. Корабель був побудований за проектом ДВКД класу «Makassar», спроектованих і побудованих цією ж компанією для Індонезії.
Контракт на будівництво корабля був укладений в 2018 році. Спущений на воду в липні 2019 року, а у вересні був переданий ВМС М'янми. Введено в експлуатацію 24 грудня 2019 року. На даний момент він є найбільшою одиницею в складі ВМС М'янми.
Корабель призначений для проведення десантних операцій, транспортування особового складу і надання допомоги судам, що зазнали лиха. Також ДВКД М'янми здатний брати участь в пошукових операціях, оскільки він обладнаний під розміщення вертольотів.
2 листопада 2019 вперше прибув з візитом до Владивостока (Росія), який тривав до 4 листопада. 14 листопада 2019 року відвідав з триденним візитом порт Камрань (В'єтнам).